# Gnok Calcio Show
(Tutti gli ospiti di Gnok Calcio Show parlando sopra al conduttore Gene Gnocchi)
Gnok Calcio Show era un programma televisivo italiano di satira sulla domenica calcistica, in onda in diretta su SKY Sport 1 tra il 2008 e il 2010.
La prima stagione del programma, trasmessa nel 2008-2009, è condotta da Gene Gnocchi, che ne è anche autore insieme a Luca Bottura. La regia è invece di Daniele Zanzari.
In studio Piermario Sconcerti (Francesco Tebaldi), nipote di Mario Sconcerti, opinionista di punta Sky e Amalia D'Amico (Cristina Bignardi), sorella di Ilaria D'Amico, conduttrice di Sky Calcio Show, sono sempre presenti nella puntata pomeridiana come ospiti, insieme a qualche calciatore. Il piccolo Piermario racconta la partita che ha visto e commenta moviole o episodi particolari. Nel corso delle puntate è spuntato anche un altro simpatico personaggio, il geometra Pasticcio, dapprima sfidante degli olimpionici azzurri, poi inviato sui generis dagli stadi.
In studio è sempre presente come opinionista piacente l'ex calciatore Paolo Tramezzani. Collegamenti dai campi con gli inviati Sky come Marco Nosotti, Massimiliano Nebuloni, Alessandro Alciato, che stanno al gioco comico, ironizzando sui fatti della giornata calcistica. Il tutto condito da promo di canali Sky mai esistiti e servizi di Sky Sport 24 mai realizzati. Il programma viene trasmesso alle 18:30 e alle 23:10 di domenica e al lunedì in varie repliche (mattina, pomeriggio, sera) su Sky Sport e su Sky Uno.
La seconda stagione, trasmessa nel 2009-2010, comporta diversi cambiamenti: c'è uno studio nuovo, c'è il pubblico dal vivo e ad affiancare Gene, "La Regina del Jet Set Calcistico Internazionale" Laura Esposto. Gene collabora con un nuovo autore Maurizio Giambroni. La regia è affidata ad Andrea Fantonelli. Il programma va in onda alle 18.30, ma dura un'ora intera, con la replica alle ore 23.30. In studio è sempre presente Paolo Tramezzani che porta con sé diversi ospiti calciatori. Altre novità riguardano il ruolo di Piermario Sconcerti, titolare della postazione Internet, sostituito nell'angolo della moviola dal "più grande moviolista del mondo" Estelo Pupa, cantante-attore filippino conosciuto come "l'Al Bano di Manila" e da Yoon Khon Soon.
Aumenta il numero degli inviati: oltre ai giornalisti Sky e all'inossidabile Geometra Pasticcio si collegano in pianta stabile il piccolo Noemo Maradona da Napoli (figlio illegittimo di Diego Armando Maradona e un'intendente della Guardia di Finanza), l'inviata ad personam dai campi di Serie A Chiara Bergomi, nipote adolescente del celebre "Zio" con la passione per Simone Tiribocchi e Piervittorio Feltri, nuovo direttore della Gazzetta dello Sport. Dopo alcune puntante però il geometra Pasticcio e Chiara Bergomi non comparvero più, venendo sostituiti da buffi esperti in studio come l"innologo", l'"esultologo" e il "quartouomologo". Al termine della puntata vengono presentati i "Manolo's File", delle chicche lasciate dal fratello simpatico di José Altafini, Manolo Altafini, rinchiuso nelle cantine di Sky.
Nel 2010 Sky decide di non rinnovare i contratti per la trasmissione dello show per la stagione successiva.